# ノースセントラル・カレッジ
ノースセントラル・カレッジ（North Central College）はイリノイ州ネイパービルにあるリベラルアーツカレッジである。

## 概略
1861年の創立であり、学士号と修士号の授与を行っている。キリスト教メソジスト派の私立大学である。学生総数は2,500人ほどである。もともとは、Plainfield Collegeという名前でイリノイ州のプレインフィールドにキャンパスを置いていたが、1926年に現在の場所にキャンパスを置き、その際に現在の校名へと変更した。キャンパスのあるネイパービルは、シカゴの都市圏に属す。歴史ある建物も多く、2006年には、雑誌「マネー」によってアメリカの住みたい小都市調査で第２位に位置付けられるなど、住み良い街として知られる。キャンパス内は、レンガ造りの伝統的な建築が立ち並んでいる。

## ランキング
U.S News の Best Colleges 2010によれば、同大学はUniversities-Master's (Midwest)においては19位にランクされた。例年同ランキングにおいて本大学は、中西部地区で概ね15〜20位前後にランクしている。

## 卒業生
- マイロン・ウェンツ - ユサナ創業者兼会長
- Alvin C. Eurich - ニューヨーク州立大学初代学長
- Gordon St. Angelo - インディアナ民主党議長
- Harris W. Fawell - アメリカ合衆国下院議員
- Dennis Hastert - アメリカ合衆国下院議長

## 公式ホームページ
- http://northcentralcollege.edu/